# Supercoupe de France féminine de volley-ball
Pour les articles homonymes, voir Supercoupe.
La Supercoupe de France féminine de volley-ball est une compétition annuelle et officielle de volley-ball organisée par la Ligue nationale de volley (LNV). Programmé en ouverture de la saison et disputé sur un match simple, elle oppose le champion de France en titre de Ligue AF au vainqueur de la Coupe de France.
La compétition débute officiellement en 2015.
Le Volley Mulhouse Alsace est le club le plus titré dans l'histoire de la compétition avec trois victoires. Nantes est le tenant du titre en 2024.

## Histoire
La compétition voit le jour lors de la saison 2015-2016, onze ans après la création de la Supercoupe masculine. La première édition a lieu à Paris le 22 décembre 2015 et est remportée par l'Entente sportive Le Cannet-Rocheville face au Racing Club de Cannes, match se soldant sur le score de 3 sets à 2 (18-25, 25-23, 25-23, 23-25, 15-13).
En 2018, la Ligue nationale de volley décide de ne pas organiser la compétition.
Lors de la saison 2020-2021, la compétition est annulée en raison de la pandémie de Covid-19.
Pour l'inauguration de la nouvelle salle Palestra à Chaumont accueillant l'édition 2021, Mulhouse, champion de France en titre et vainqueur de la Coupe de France, dispose facilement de son dauphin Béziers (3-0).
En 2022, le Volley Mulhouse Alsace organise pour la seconde fois l'épreuve après 2017. Au palais des sports Gilbert-Buttazzoni, le club local se défait du champion de France en titre, le Volero Le Cannet (3-1 ; 25-21, 26-28, 25-22, 25-23). Le club du Cannet qui s'impose nettement lors de l'édition suivante face au Béziers Volley (3-0).

## Palmarès
| Édition             | Année | Champion de France | Score                                   | Vainqueur Coupe de France (ou dauphin) | Lieu                          |
| ------------------- | ----- | ------------------ | --------------------------------------- | -------------------------------------- | ----------------------------- |
| 1re                 | 2015  | RC Cannes          | 2-3 (25-18, 23-25, 23-25, 25-23, 13-15) | ES Le Cannet                           | Paris, Pierre-de-Coubertin    |
| 2e                  | 2016  | Saint-Raphaël Var  | 3-0 (25-16, 25-22, 28-26)               | RC Cannes                              | Ajaccio, U Palatinu           |
| 3e                  | 2017  | ASPTT Mulhouse     | 3-0 (25-15, 25-15, 25-13)               | Pays d'Aix Venelles                    | Mulhouse, Palais des sports   |
| 2018 : Non disputée |       |                    |                                         |                                        |                               |
| 4e                  | 2019  | RC Cannes          | 3-1 (25-23, 22-25, 25-22, 25-17)        | Saint-Raphaël Var                      | Cannes, Palais des Victoires  |
| 2020 : Non disputée |       |                    |                                         |                                        |                               |
| 5e                  | 2021  | ASPTT Mulhouse     | 3-0 (25-17, 25-19, 25-16)               | Béziers Volley                         | Chaumont, Palestra            |
| 6e                  | 2022  | Volero Le Cannet   | 1-3 (21-25, 28-26, 22-25, 23-25)        | Volley Mulhouse Alsace                 | Mulhouse, Palais des sports   |
| 7e                  | 2023  | Volero Le Cannet   | 3-0 (25-14, 25-17, 25-17)               | Béziers Volley                         | Tours, Palais des sports      |
| 8e                  | 2024  | Levallois Paris SC | 0-3 (23-25, 23-25, 18-25)               | Neptunes de Nantes                     | Rezé, Salle de la Trocardière |

## Tableau récapitulatif
| Rang | Clubs                  | Titre(s) | Victoire(s)      | Défaite(s) |
| ---- | ---------------------- | -------- | ---------------- | ---------- |
| 1    | Volley Mulhouse Alsace | 3        | 2017, 2021, 2022 |            |
| 2    | RC Cannes              | 1        | 2019             | 2015, 2016 |
| 3    | Saint-Raphaël Var      | 1        | 2016             | 2019       |
| 3    | Volero Le Cannet       | 1        | 2023             | 2022       |
| 5    | ES Le Cannet           | 1        | 2015             |            |
| 5    | Neptunes de Nantes     | 1        | 2024             |            |
| 7    | Béziers Volley         | 0        |                  | 2021, 2023 |
| 8    | Pays d'Aix Venelles    | 0        |                  | 2017       |
| 8    | Levallois Paris SC     | 0        |                  | 2024       |

| Édition | Joueuse           | Club                   |
| ------- | ----------------- | ---------------------- |
| 2015    | Olga Savenchuk    | ES Le Cannet           |
| 2016    | Irene Gomiero     | Saint-Raphaël Var      |
| 2017    | Britt Herbots     | ASPTT Mulhouse         |
| 2018    | N/A               | N/A                    |
| 2019    | Nadiia Kodola     | RC Cannes              |
| 2020    | N/A               | N/A                    |
| 2021    | Ivana Vanjak (de) | ASPTT Mulhouse         |
| 2022    | Léa Soldner       | Volley Mulhouse Alsace |
| 2023    | Viktoria Russu    | Volero Le Cannet       |
| 2024    | Halimatou Bah     | Neptunes de Nantes     |

| Édition | Chaîne             |
| ------- | ------------------ |
| 2015    | L’Équipe 21        |
| 2016    | La chaîne L'Équipe |
| 2017    | La chaîne L'Équipe |
| 2018    | N/A                |
| 2019    |                    |
| 2020    | N/A                |
| 2021    | France.tv Sport    |
| 2022    | BFM Régions        |
| 2023    | BeIn Sports France |
| 2024    | BeIn Sports France |